# Ichneumolaphria schachti
Ichneumolaphria schachti är en tvåvingeart som beskrevs av Geller-grimm 1997. Ichneumolaphria schachti ingår i släktet Ichneumolaphria och familjen rovflugor. Inga underarter finns listade i Catalogue of Life.